# Krzysztof Dąbrowski
Krzysztof Dąbrowski (ur. 25 maja 1931 w Lublinie, zm. 25 listopada 1979 w Londynie) – polski archeolog, w latach 1974–1979 dyrektor Państwowego Muzeum Archeologicznego w Warszawie; popularyzator nauki, regionalista.

## Życiorys
W 1954 został kierownikiem nowo założonej Pracowni Archeologicznej Instytutu Historii Kultury Materialnej Polskiej Akademii Nauk w Kaliszu. 
W latach 1970–1979 był sekretarzem generalnym Polskiego Towarzystwa Archeologicznego i Numizmatycznego.
Od 1980 Stowarzyszenie Naukowe Archeologów Polskich przyznaje co dwa lata Nagrodę im. Krzysztofa Dąbrowskiego.
Był mężem Iwony Marii z domu Slaskiej (ur. 1935), szwagrem profesora filologii polskiej Jana Ludwika Slaskiego i zięciem majora Wojska Polskiego Jana Slaskiego zamordowanego w Katyniu w ramach zbrodni katyńskiej. Pochowany na cmentarzu ewangelicko-reformowanym przy ulicy Żytniej 42, w Warszawie (1/2/7).